# Universität Passau
Die Universität Passau (UP) ist die einzige Universität im Regierungsbezirk Niederbayern; ihr Sitz liegt in Passau. Laut internationalem Times-Higher-Education-Ranking 2024 belegt die Universität einen Rang zwischen 501 und 600 in der Liste der weltbesten Universitäten. Im THE Young University Ranking 2024, welches nur Universitäten enthält, die innerhalb der letzten 50 Jahre gegründet wurden, erzielte die Universität Passau im weltweiten Vergleich Rang 66.

## Geschichte

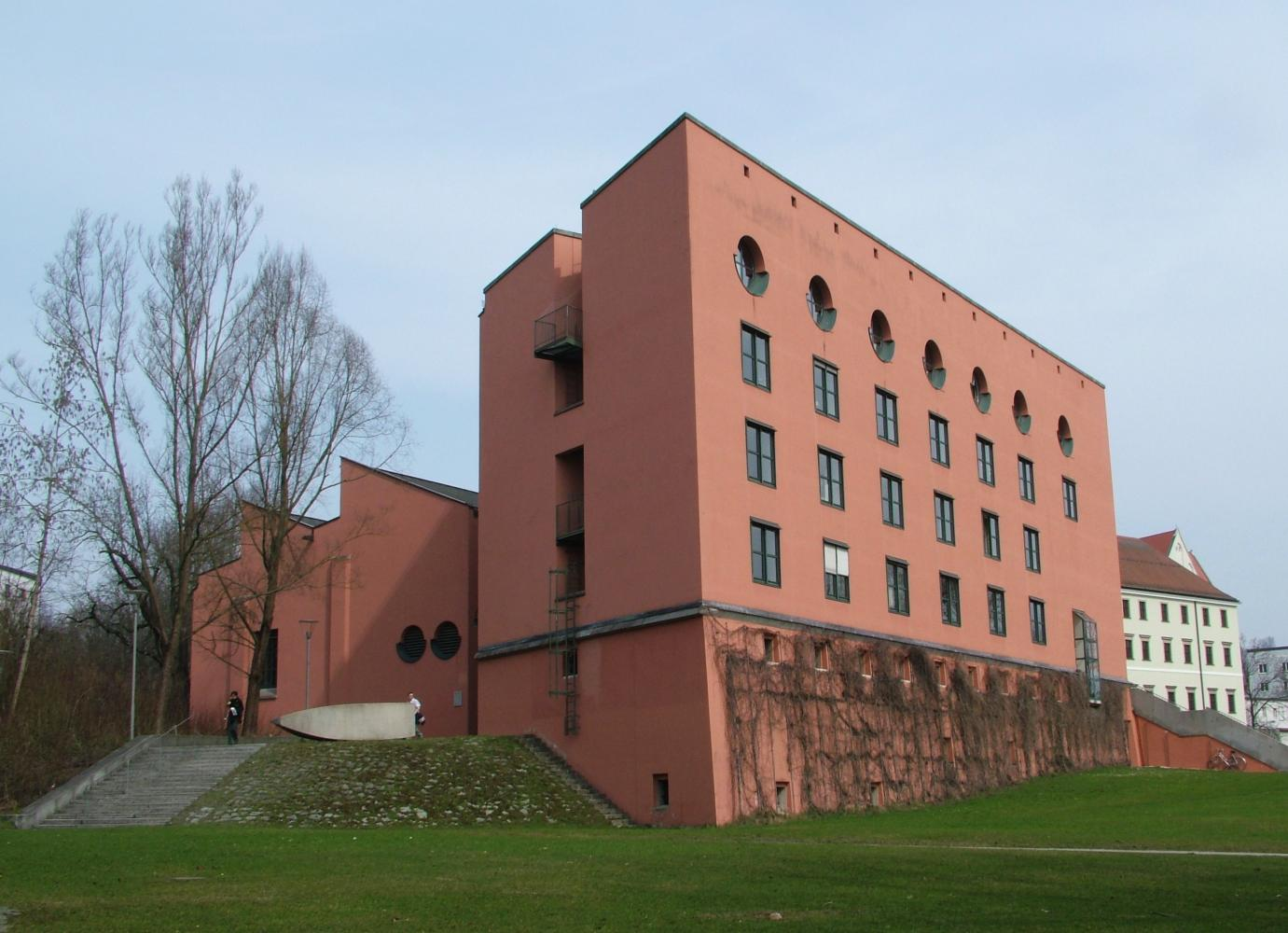
Philosophicum von 1981

Die Universität wurde am 9. Oktober 1978 eröffnet. Ihre Vorgeschichte lässt sich bis ins Jahr 1622 zurückführen, als die Angliederung einer Hochschule zur Heranbildung von Welt- und Ordensgeistlichen an das von Fürstbischof Leopold im Jahre 1612 gegründete Gymnasium erfolgte. 1833 wurde mit einem staatlichen Lyzeum die erste eigenständige Hochschule gegründet, die 1923 in eine Philosophisch-theologische Hochschule umgewandelt wurde. Mit Wirkung vom 1. August 1978 trat das Gesetz zur Eingliederung der Philosophisch-theologischen Hochschule in Passau als Katholisch-Theologische Fakultät in die Universität Passau in Kraft. Zum Wintersemester 1978/79 wurde der Universitätsbetrieb aufgenommen. Damit existierte 152 Jahre nach der Verlagerung der Universität Landshut nach München wieder eine Universität in Niederbayern. 1981 wurde das Philosophicum nach Plänen von Werner Fauser ergänzt.

## Gliederung der Universität

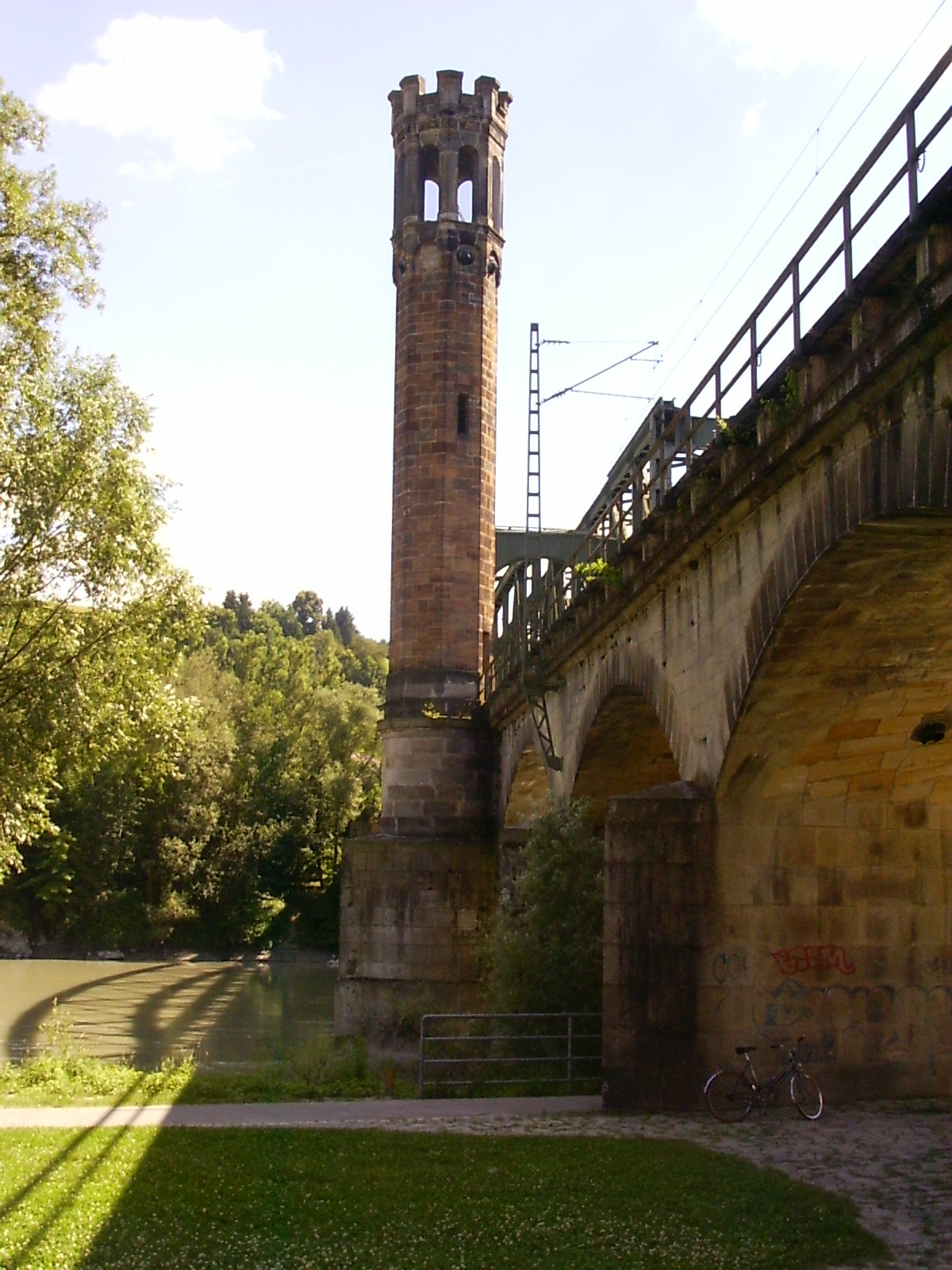
Die Kaiserin-Elisabeth-Eisenbahnbrücke zwischen dem Philosophicum und der wirtschaftswissenschaftlichen Fakultät

### Fakultäten
Die Universität gliedert sich seit dem Sommersemester 2023 in fünf Fakultäten:
- Juristische Fakultät (JURF), Dekan Kai von Lewinski[8]
- Wirtschaftswissenschaftliche Fakultät (WWF), Dekanin Suleika Bort[9]
- Sozial- und Bildungswissenschaftliche Fakultät (SOBI), Dekan Maximilian Sailer[10]
- Geistes- und Kulturwissenschaftliche Fakultät (GEKU), Dekan Jan-Oliver Decker[11]
- Fakultät für Informatik und Mathematik (FIM), Dekan Gordon Fraser[12]

### Zentrale Einrichtungen
- Graduiertenzentrum
- Passau International Centre of Advanced Interdisciplinary Studies (PICAIS)
- Universitätsbibliothek
- Sportzentrum
- Sprachenzentrum
- Zentrum für Informationstechnologie und Medienmanagement (ZIM)
- Zentrum für Lehrkräftebildung und Fachdidaktik (ZLF)
- Digitalisierungs-Hub
- Europa-Hub
- Nachhaltigkeits-Hub
- Institut für Gesundheitswissenschaften (IGW)
- Forschungsbeirat

Das Transferzentrum bestand von 2013 bis 2023 als zentrale Einrichtung. Das Centre for Digitalisation in Society (CeDiS) wurde 2024 aufgelöst.

### Forschungseinrichtungen
Institute
- Institut für Angewandte Ethik in Wirtschaft, Aus- und Weiterbildung (ethik WAW)
- Institut für Informationssysteme und Softwaretechnik (IFIS)
- Institut für internationales und ausländisches Recht
- Institut für IT-Sicherheit und Sicherheitsrecht (ISL)
- Institut für Kulturraumforschung Ostbayerns und der Nachbarregionen (IKON)
- Institut für Markt- und Wirtschaftsforschung, mit den Abteilungen:
  - Centrum für marktorientierte Tourismusforschung (CenTouris)
  - Centrum für Marktforschung
- Institut für Rechtsdidaktik
- Institut für Softwaresysteme in technischen Anwendungen der Informatik (FORWISS Passau)
- Centrum für Europarecht an der Universität Passau e. V. (CEP)
- Institut für Interkulturelle Kommunikation an der Universität Passau e. V. (ink.up)
- ifp Institut für Private Finanzplanung an der Universität Passau

Forschungsstellen
- Forschungsstelle Frühe Neuzeit
- Forschungsstelle für IT-Recht und Netzpolitik (For..Net)
- Forschungsstelle Menschenrechte im Strafverfahren – Human Rights in Criminal Proceedings (HRCP)
- Pädagogische Forschungsstelle der Deutschen Comenius-Gesellschaft
- Forschungsstelle „Theologie von Hans Urs von Balthasar“
- Lehr und Forschungseinheit „Lehramtsausbildung Mathematik und Informatik“
- Forschungseinheit für Politische Kommunikation

### Erweiterte Universitätsleitung
- Universitätsleitung:[14][15]
  - Präsident Ulrich Bartosch[16]
  - Vizepräsident für Akademische Infrastruktur und IT Harald Kosch
  - Vizepräsidentin für Internationales und Diversity Christina Hansen
  - Vizepräsidentin für Studium, Lehre und Ethik Bettina Noltenius
  - Vizepräsident für Forschung Jan H. Schumann[17]
  - Vizepräsident für Transfer und interne Vernetzung mit der Querschnittsaufgabe Nachhaltigkeit Werner Gamerith[18]
  - Kanzler Achim Dilling
- Dekane:
  - Kai von Lewinski (JURF)
  - Suleika Bort (WWF)
  - Gordon Fraser (FIM)
  - Jan-Oliver Decker (GeKu)
  - Maximilian Sailer (SoBi)
- Frauenbeauftragte:
  - Axinja Hachfeld[19]
- Studierendenvertretung[20]

### Leitung
- 1978–1997: Karl-Heinz Pollok (1929–2003)
- 1997–2012: Walter Schweitzer (* 1944)
- 2012–2016: Burkhard Freitag (* 1953)
- 2016–2020: Carola Jungwirth (* 1966)
- seit April 2020: Ulrich Bartosch (* 1960)[21]

## Größe

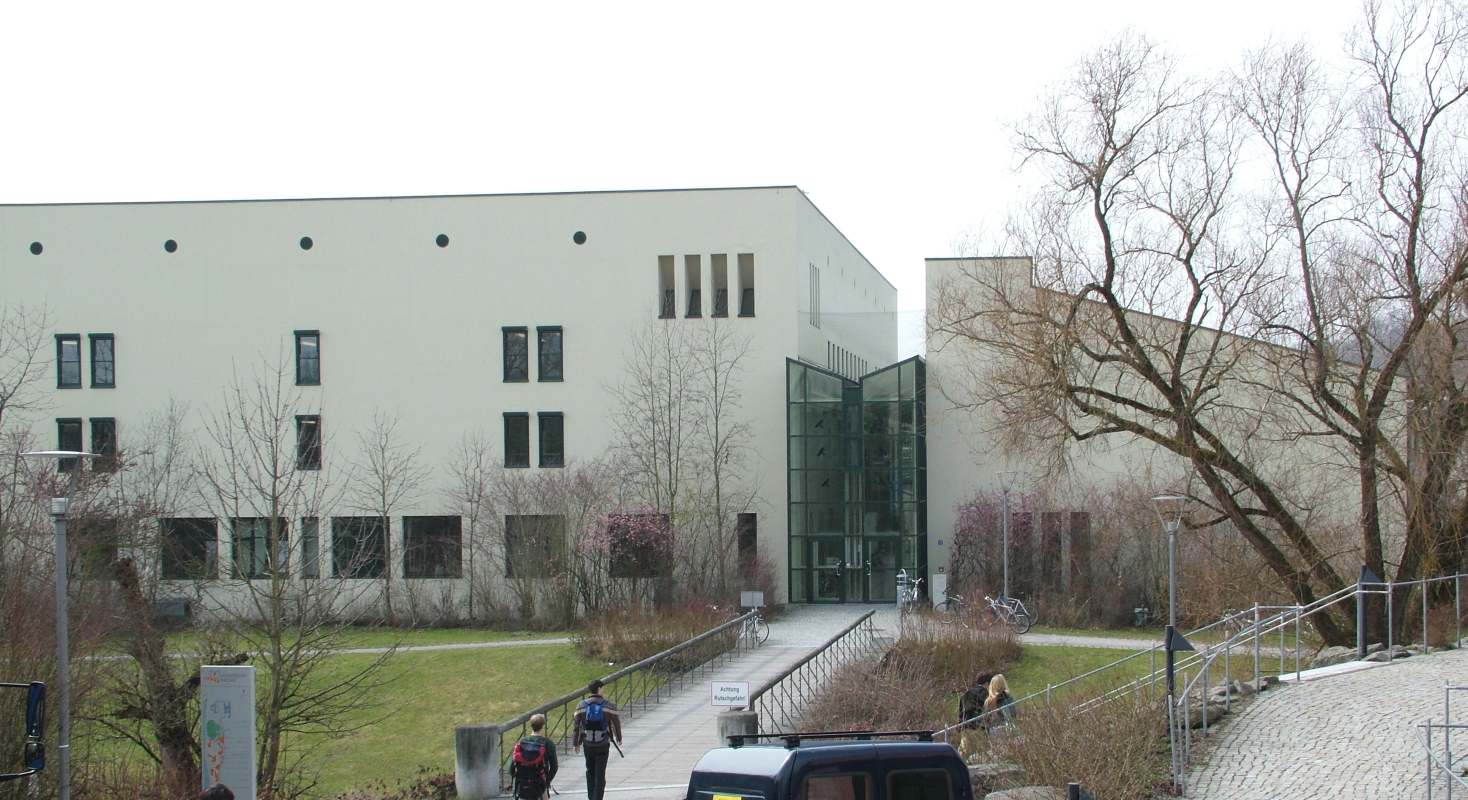
Fakultät für Informatik und Mathematik

Die Hochschule in Passau zählt zu den kleineren deutschen Universitäten, am 1. Juli 2024 waren 10.521 Studierende immatrikuliert (davon: 1.647 Internationals).
Im Sommersemester 2024 teilten sich die Studierenden und Professuren wie folgt auf:
| Fakultät                                       | Zahl der Studierenden | Zahl der Professuren |
| ---------------------------------------------- | --------------------- | -------------------- |
| Juristische Fakultät                           | 2.271                 | 24                   |
| Wirtschaftswissenschaftliche Fakultät          | 1.396                 | 26                   |
| Geistes- und Kulturwissenschaftliche Fakultät  | 2.195                 | 36                   |
| Sozial- und Bildungswissenschaftliche Fakultät | 3.582                 | 26                   |
| Fakultät für Informatik und Mathematik         | 1.077                 | 32                   |
| Gesamt*                                        | 10.521                | 144                  |

- inklusive 255 eingeschriebenen Promotionsstudierenden

## Studienangebot

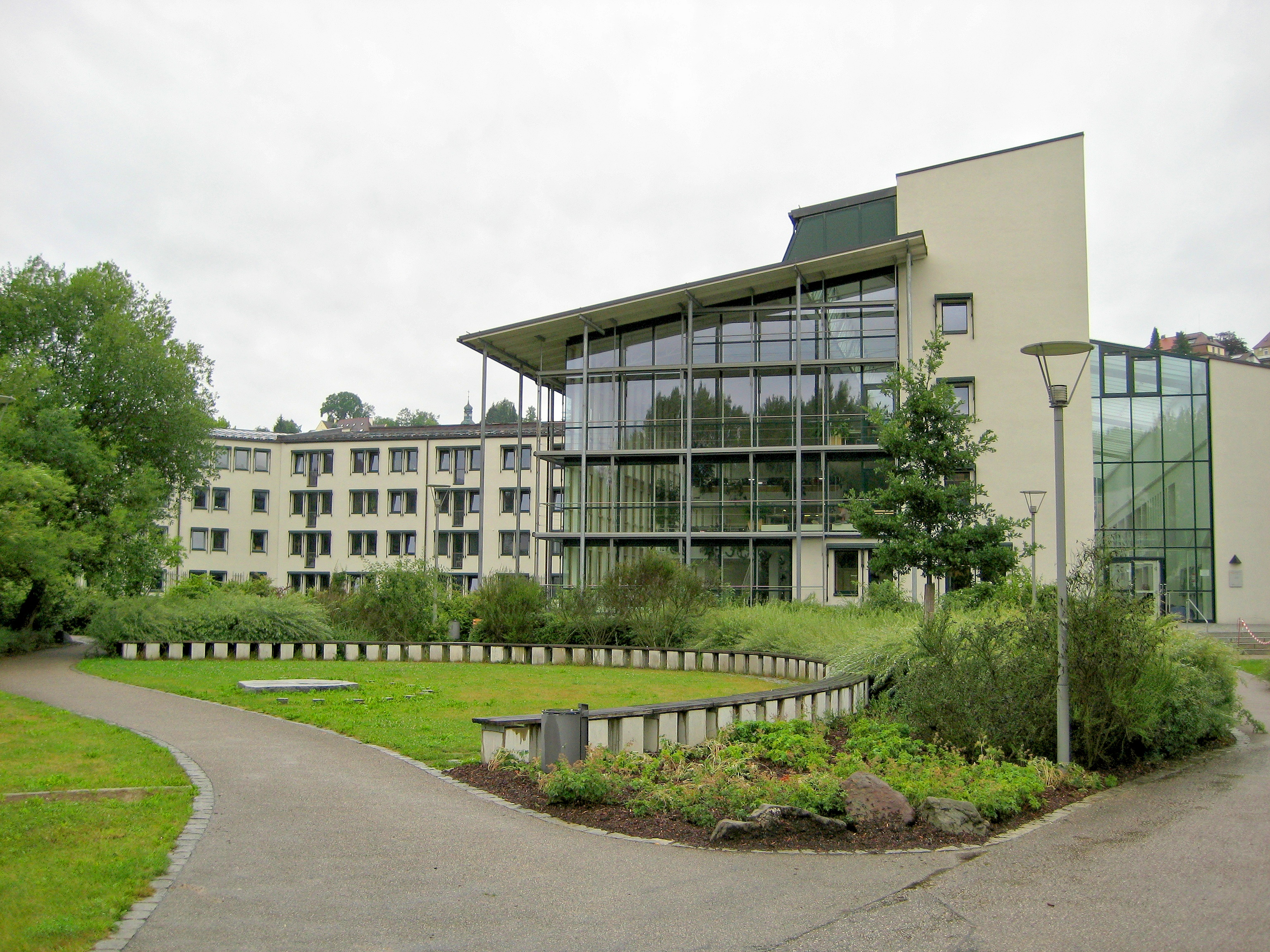
Juridicum

Profilelemente der Universität Passau sind Internationalität, Interdisziplinarität und Praxisorientierung. Dies zeigt sich vor allem durch den Auslandsbezug in vielen Studiengängen, die fachspezifische Fremdsprachenausbildung in Recht und Wirtschaft, den kulturwissenschaftlichen Schwerpunkt sowie durch Studienschwerpunkte im Schnittfeld von Informatik, Wirtschaft und Recht (Internet Computing), aus denen heraus das Institut für IT-Sicherheit und Sicherheitsrecht entstanden ist.
An der juristischen Fakultät kann das Studium der Rechtswissenschaft auf Staatsexamen studiert werden. Das universitätseigene Repetitorium genießt einen sehr guten Ruf. Für ausländische Juristen gibt es den Master im deutschen Recht für ausländische Studierende (LL.M.). Zudem kann ein Master Europarecht (LL.M.) absolviert werden.
An der Wirtschaftswissenschaftlichen Fakultät werden zwei Bachelor-Studiengänge mit Abschluss B.Sc. angeboten, Business Administration and Economics (BWL/VWL) und Wirtschaftsinformatik (Business Computing). Seit 2008 können aufbauend die Master-Studiengänge Business Administration (M.Sc.) und International Economics and Business (M.Sc.) absolviert werden. Zum Winter 2012 wurden die postgradualen Abschlüsse um den Master-Studiengang Wirtschaftsinformatik (M.Sc.) erweitert. Zum Wintersemester 2020/21 bietet die Universität Passau zwei neue und deutschlandweit einzigartige Studiengänge an: Den Bachelor of Laws Legal Tech sowie den Bachelor of Science Digital Transformation in Business and Society.

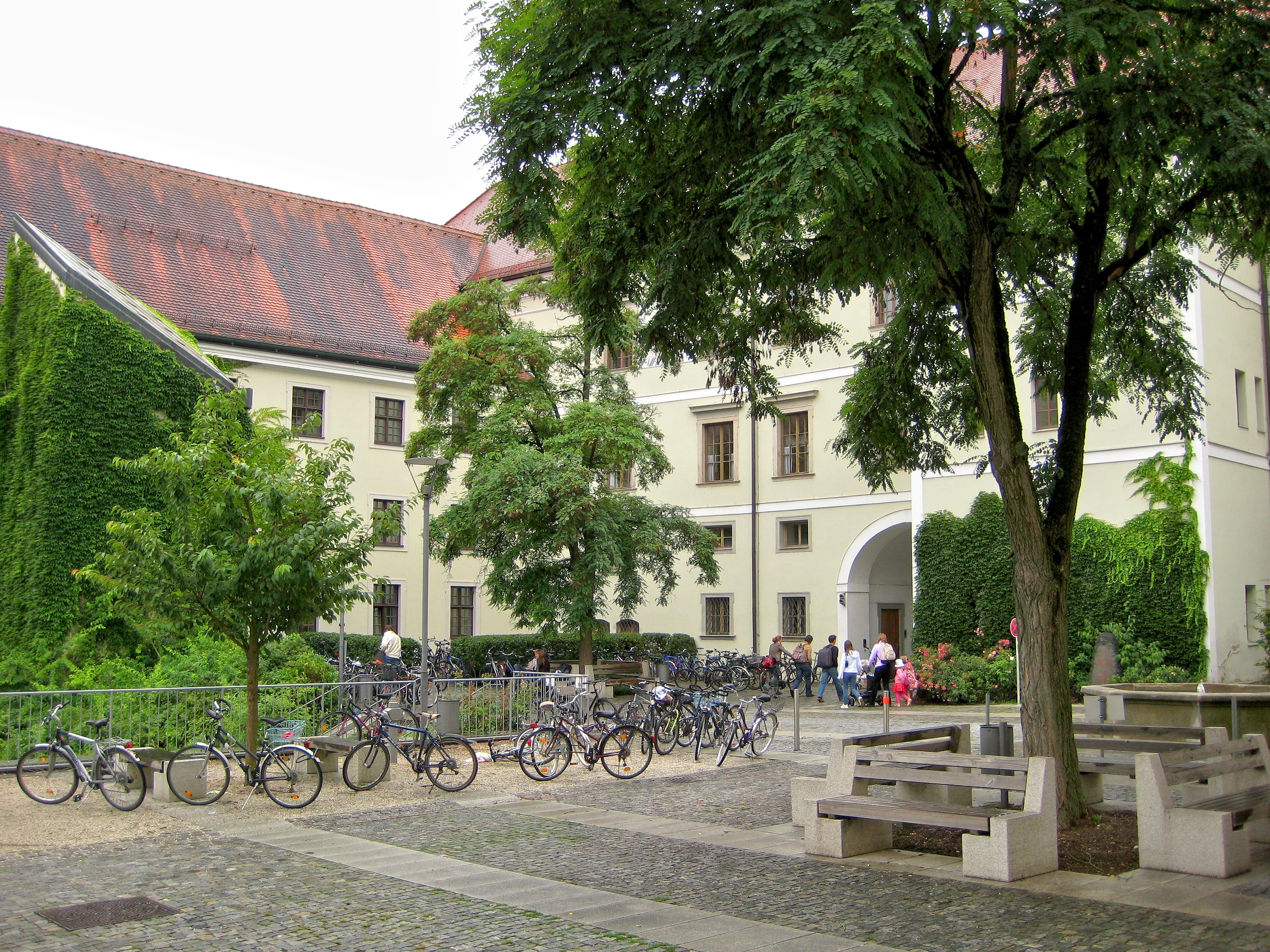
Nikolakloster Innenhof

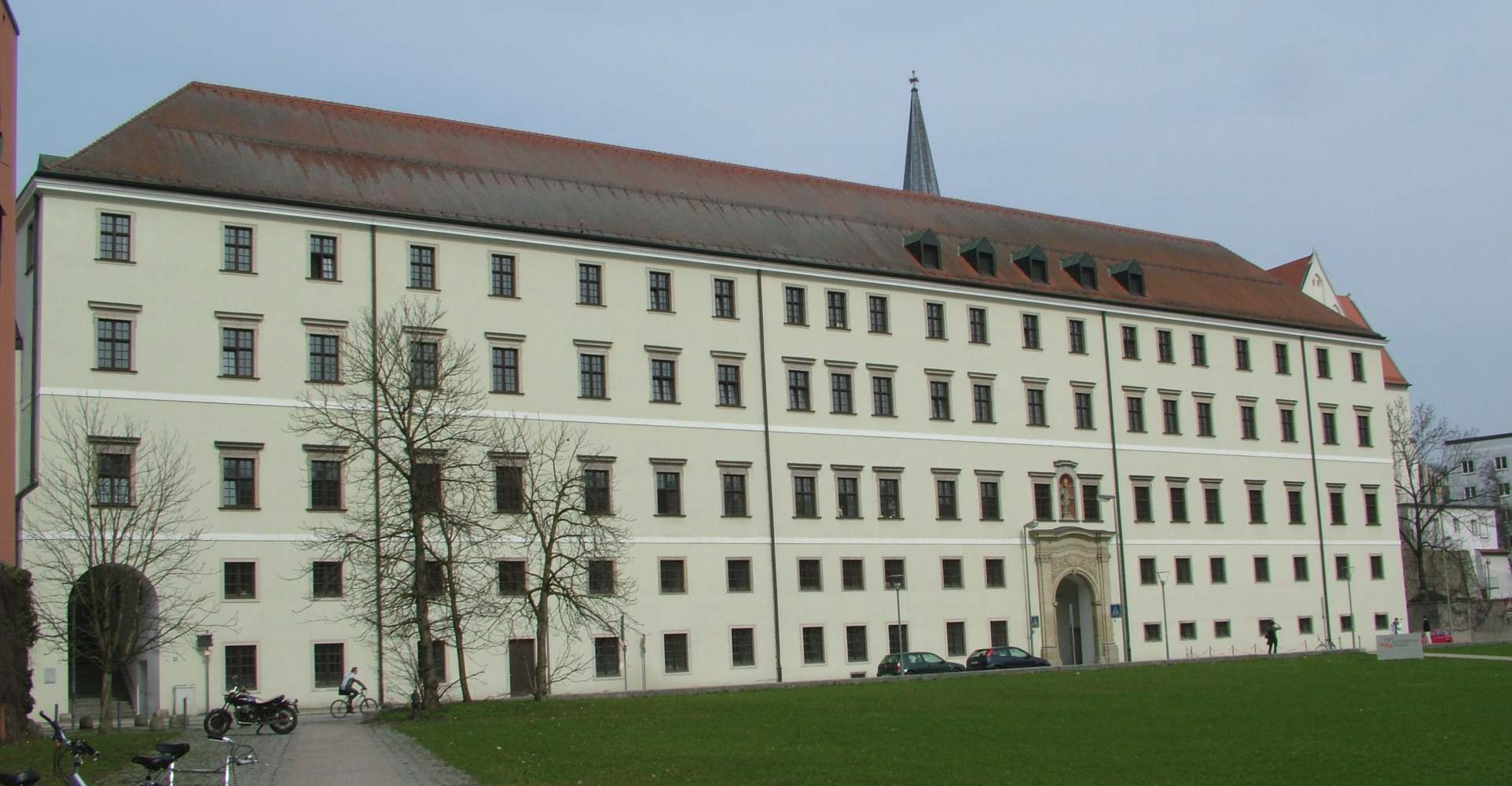
Nikolakloster

Die Fakultät für Informatik und Mathematik bietet die Studiengänge Informatik, Internet Computing, Mathematik sowie den auslaufenden Studiengang Mobile und Eingebettete Systeme (MES) als Bachelor of Science. Zudem gibt es die Masterstudiengänge Informatik, Computational Mathematics und AI Engineering, die mit dem akademischen Grad Master of Science abschließen. Die Fakultät erzielte regelmäßig in Uni-Rankings herausragende Ergebnisse – zuletzt beim CHE-Ranking 2009.
An der Philosophischen Fakultät werden Lehramt an Grund-, Haupt- und Realschulen sowie Gymnasien und mehrere Bachelor-of-Arts-Studiengänge angeboten. Die Studiengänge International Cultural and Business Studies und European Studies sind hauptsächlich an einem bestimmten Kulturraum orientiert mit Sozialwissenschaften und Wirtschaftswissenschaften in verschiedenen Ausprägungen. Seit dem Sommersemester 2010 bietet die Universität Passau einen achtsemestrigen Bachelor-Studiengang European Studies Major an, der ein einjähriges Auslandsstudium beinhaltet. Dieser Studiengang wird vom DAAD im Rahmen des Bachelor Plus-Programms gefördert. Ferner können auch Medien- und Kommunikationswissenschaft, Sprach- und Textwissenschaften, Staatswissenschaften und Historische Kulturwissenschaften studiert werden. Die Universität Passau ist hier Mitglied im MedienCampus Bayern, dem Dachverband für die Medienaus- und -weiterbildung in Bayern. Die Philosophische Fakultät bietet zudem den Modellstudiengang zum Erwerb von Bildungsvoraussetzungen für das Lehramt an Realschulen an, der mit dem Bachelor of Education abschließt. Es können mehrere Master of Arts-Studiengänge absolviert werden: European Studies, International Cultural and Business Studies (verschiedene Doppelabschlüsse möglich), Geschichte, Governance and Public Policy-Staatswissenschaften, Medien und Kommunikation, Geographie: Kultur, Umwelt und Tourismus, North and Latin American Studies (MANoLAS), Text- und Kultursemiotik, Caritaswissenschaft und Russian and East Central European Studies. Der Masterstudiengang Southeast Asian Studies wird vollständig auf Englisch angeboten. Der Modellstudiengang Schulische Bildungs- und Erziehungsprozesse schließt mit dem akademischen Grad Master of Education ab.

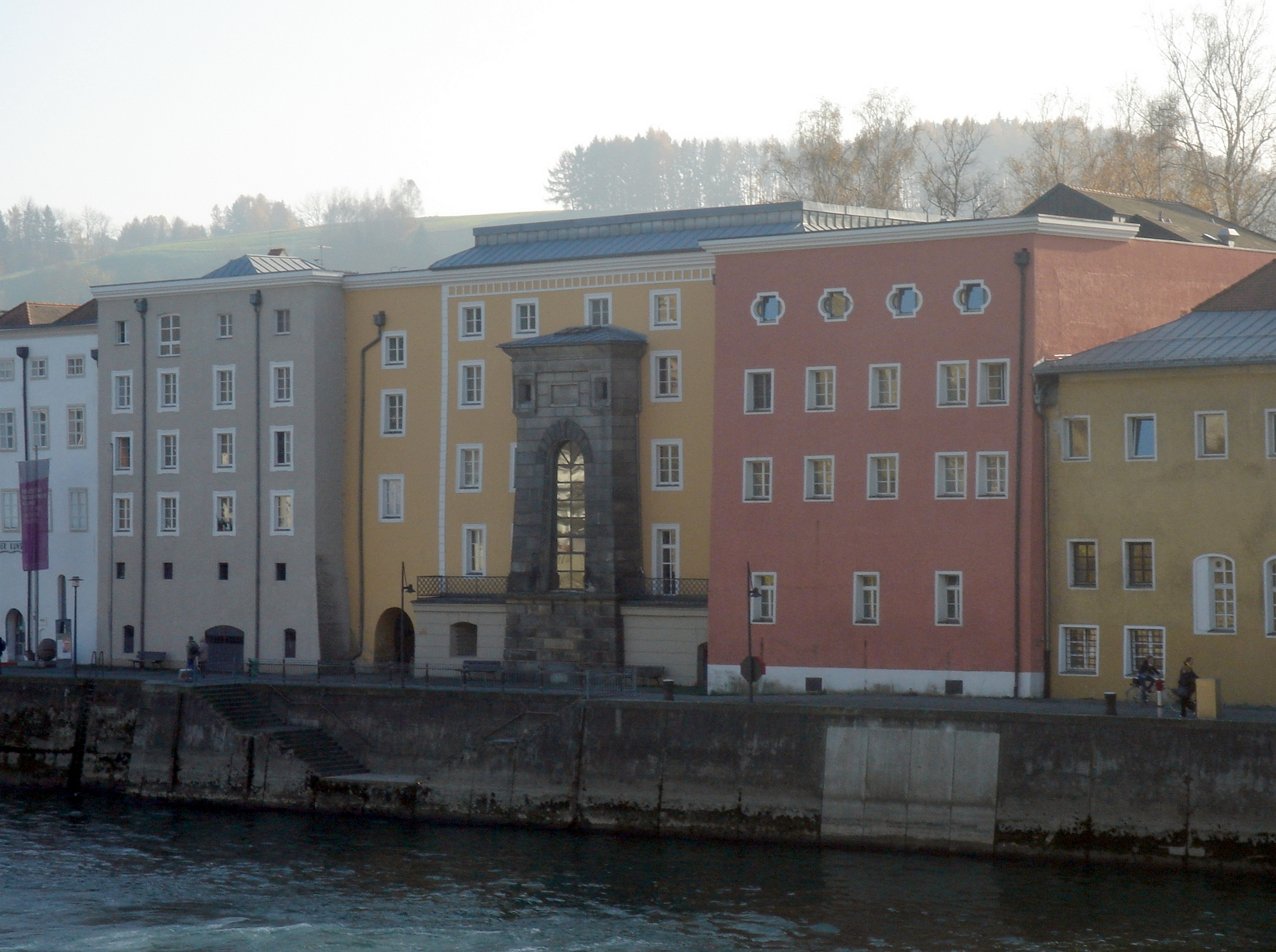
Studierendenwohnanlage Bräugasse mit Donaublick

Im Zuge des Umbaus der bayerischen Hochschullandschaft ist es auch an dieser Universität zu Umwidmungen gekommen. Zudem haben sich der Freistaat Bayern und der Vatikan darauf geeinigt, die Katholisch-Theologische Fakultät für 15 Jahre für „ruhend“ zu erklären. Die Religionslehrerausbildung soll allerdings im bisherigen Umfang weiterbetrieben werden. Mehrere Lehrstühle insbesondere der Philosophischen Fakultät sollen künftig einer anderen Fachrichtung dienen, unter anderem die Professur für die Archäologie der Römischen Provinzen oder der Lehrstuhl für Philosophie. Als Ersatz für Letzteren wird der Lehrstuhl für Philosophie aus der Katholisch-Theologischen Fakultät in die Philosophische Fakultät umgesetzt werden. Eine deutschlandweit einzigartige Professur für Realschulpädagogik und -didaktik wurde bereits besetzt. Hinzu kamen ein Lehrstuhl für Kommunikationswissenschaft, zwei Juniorprofessuren (europäische Politik und Anglistik) und ein Lehrstuhl für Interkulturelle Kommunikation.

## Campus

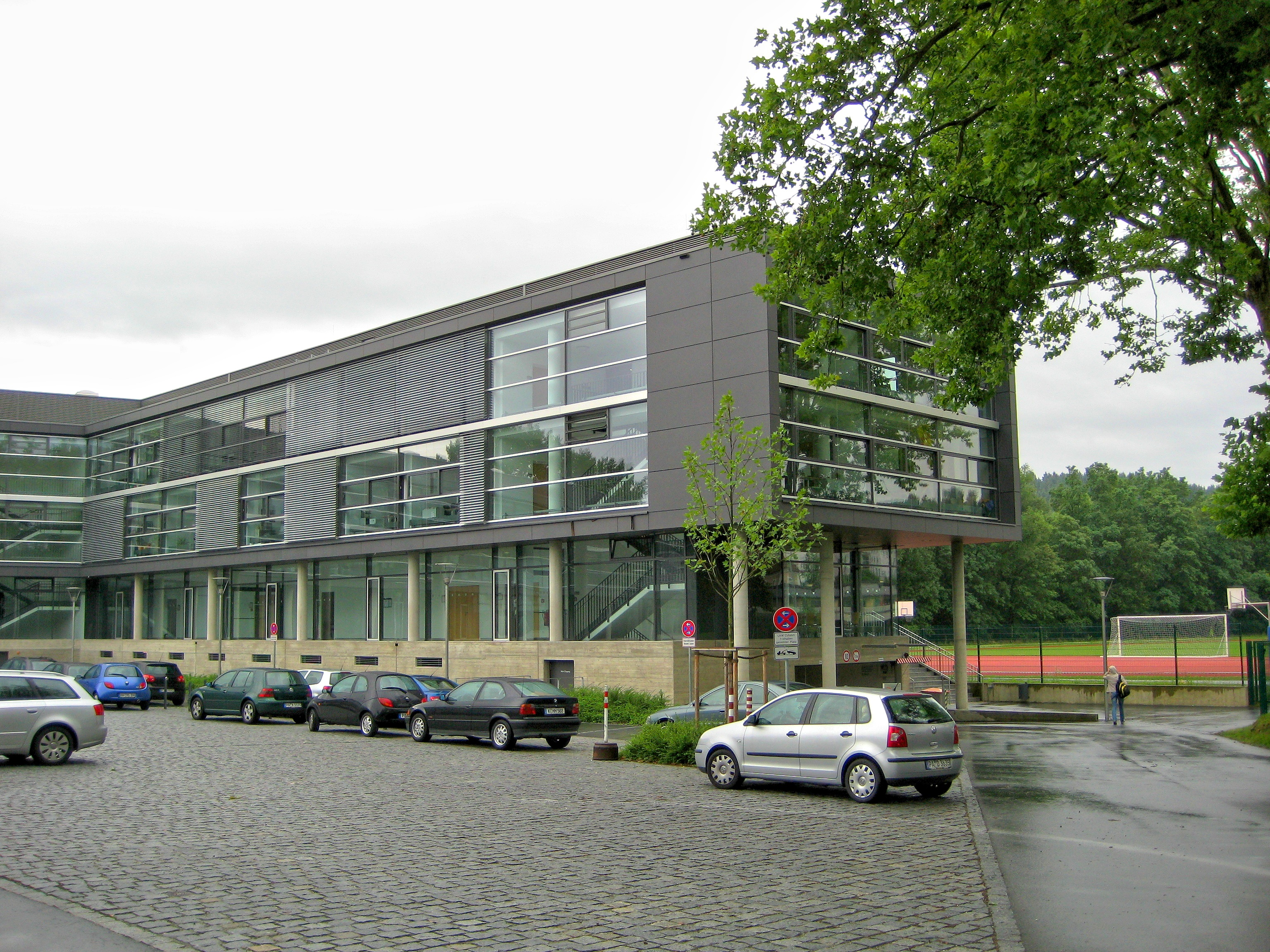
IT-Zentrum/International House

Die Universität liegt in Form eines geschlossenen Campus am Inn, mit einigen weiteren Gebäuden (bspw. jenes der ehemaligen theologischen Fakultät) im Stadtzentrum. Im Jahr 2009 erhielt der Passauer Campus die Auszeichnung „Deutschlands schönster Campus“ der Zeitschrift UNICUM.
Die Universität befand sich zu Beginn nur im Süd- und Westflügel des ehemaligen Augustinerchorherrenstift St. Nikola. Das Kloster wurde 1070 unter Bischof Altmann von Passau erbaut und beherbergt auch das Mutterhaus der Deutschordensschwestern und einen Kindergarten.
Die Gebäude des Campus wurden sukzessive nach der Gründung der Universität errichtet. Am 6. April 2006 wurde das IT-Zentrum und International House eröffnet, das mit Mitteln der High-Tech-Offensive des Freistaates Bayern finanziert wurde und u. a. den Forschungscampus Informatik beherbergt. In ihm sind die Universitätsinstitute IFIS (Institut für Informationssysteme und Softwaretechnik), FORWISS (Institut für Softwaresysteme in technischen Anwendungen der Informatik) und ISL (Institut für IT-Sicherheit und Sicherheitsrecht) untergebracht. Zuletzt fand am 14. Mai 2014 die Eröffnung des neuen Zentrums für Medien und Kommunikation statt, in dem unter anderem die hochmoderne Kommunikationstechnik für das Studium der Kommunikationswissenschaften untergebracht ist.

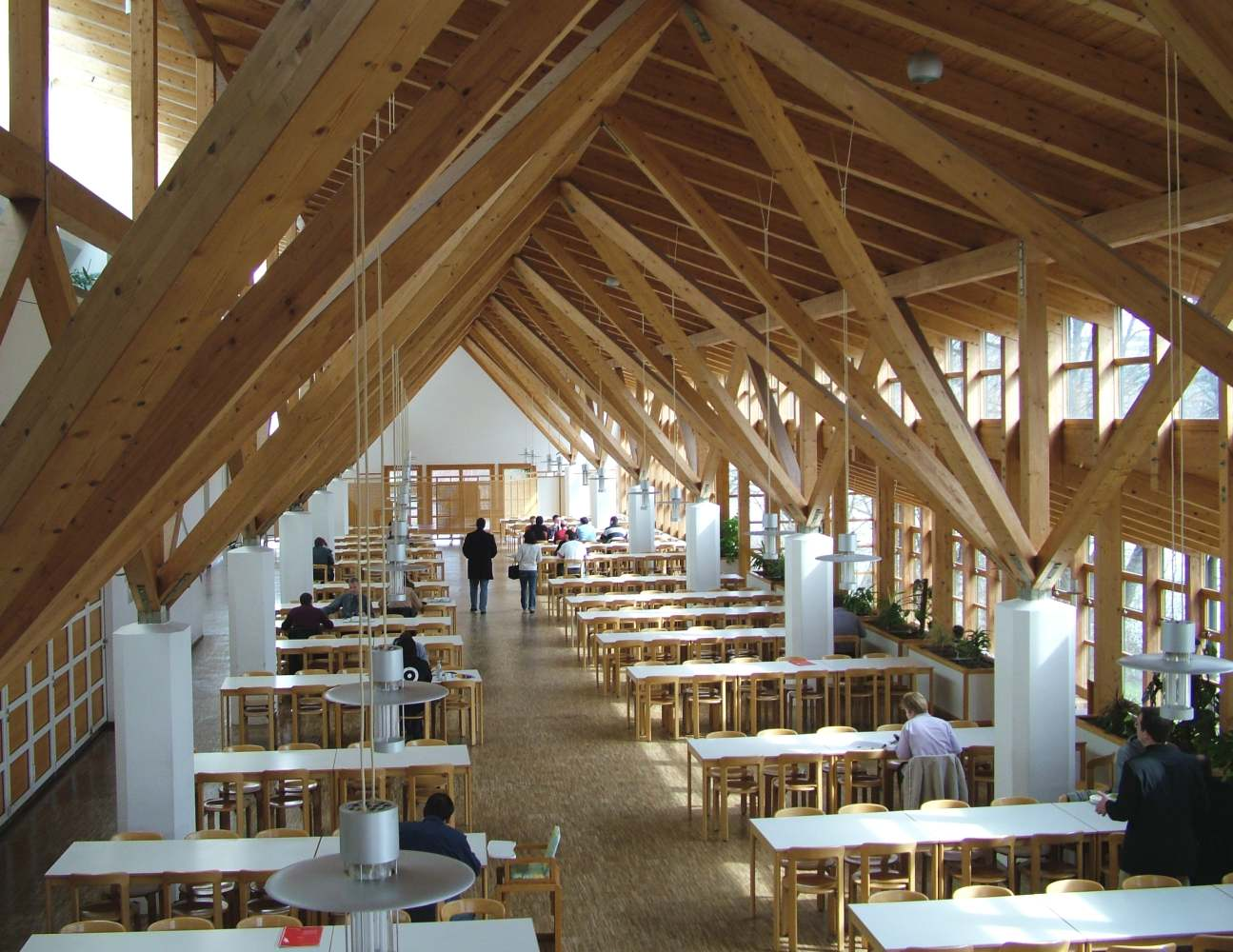
Mensa der Universität Passau

Das Studierendenwerk Niederbayern/Oberpfalz betreibt vier Wohnheime außerhalb des Campus (Bräugasse, Donau-Schwaben-Straße, Leonhard-Paminger-Straße und Maierhofstraße) sowie eine Mensa und vier Cafeterien auf dem Campus.
Die Universitätsbibliothek verfügt über einen Bestand von ca. 2 Millionen Bänden und einen Zugang zu über 300.000 digitalen Medien. In den fünf Lesesälen finden sich über 1300 Lernplätze.
Daneben verfügt die Hochschule über ein Sportzentrum, u. a. mit einer 400-m-Kunststoff-Laufbahn, einem Beachvolleyballplatz, einem Golf-Übungsplatz, einem Kletterfelsen, einem Cardio- und Fitness-Studio sowie einer Ruder- und Kanuanlage.
Mitte 2023 begann mit dem Bau des Internationalen Wissenschaftszentrums am Spitzberg die bis dahin größte Erweiterungsmaßnahme des Campus seit der Universitätsgründung. Im neuen Campusgebäude soll u. a. ein Hörsaal für 800 Studierende entstehen.

## Studentisches Leben

### Studentische Gruppen
Laut Universitätsangaben existieren über 100 studentische Gruppen, die zum Teil von der Universität finanziell unterstützt werden.
- act!
- AEGEE Passau
- AIESEC Passau
- Akademisches Kammerorchester (AKO) Passau
- Amnesty International – Hochschulgruppe Passau
- Akademischer Börsenverein Passau e. V.
- Arbeitskreis Literaturforum (ALF)
- ArtUP e. V.
- Außen- und Sicherheitspolitische Hochschulgruppe
- Burschenschaft Hanseatia zu Passau
- Blank, Campusmagazin
- bdvb (Bundesverband dt. Volks- und Betriebswirte) HG Passau
- Campus Crew – Uniradio
- Cater – Campus Zeitung
- Chancen gestalten – Changes Passau e. V.
- Chinesische Studentenunion (Passau)
- Communitas Bohemica – Deutsch-slowakisch-tschechischer Verein
- Corps Budissa im KSCV
- Cusanuswerk – Stipendiatengruppe
- Delta Psi Omega – Verbindung zu Passau
- Deutsch-Französische Kulturwerkstatt (DFKW)
- Deutsch-Ungarische Hochschulgruppe
- Diskussionen für ein neues Hispanoamerika (DHA)
- Ehemaligenverein der Universität Passau
- English Drama Group
- ELSA-Passau e. V.
- ESG Evangelische Studierendengemeinde
- Fotoprojekt Lichtgestalten e. V.
- Fridays For Future HSG Passau
- Friedrich-Ebert-Stiftung – Stipendiatengruppe
- Gelbe Tonne für Passau (Politische Initiative)
- GEW Passau
- Global Marshall Plan Hochschulgruppe
- GoverNET – Staatswissenschaften Passau e. V.
- Griechische Hochschulgruppe
- Grüne Hochschulgruppe (GHG)
- Gruppe unabhängig Studierender aller Fakultäten (GuStaF)
- Hanns-Seidel-Stiftung – Stipendiatengruppe
- Hardchor Passau
- Hochschulgruppe der Deutsch-Israelischen Gesellschaft
- IEEE Student Branch Passau
- Impromenaden Improvisationstheater
- InnDie Spieleentwicklung
- Innwerk
- INSTEAD e. V. (Studentische Unternehmensberatung)
- International Choir
- Junge Europäische Föderalisten Passau
- Junges Forum der Deutsch-Israelischen Gesellschaft (vormals Hochschulgruppe der Deutsch-Israelischen Gesellschaft)
- Der Jurist/Studentische Fachzeitschrift
- Juso-Hochschulgruppe
- K.D.St.V. Oeno-Danubia im CV
- Konrad-Adenauer-Stiftung Stipendiatengruppe Passau 01
- K.St.V. Boiotro im KV
- KSG – Katholische Studierendengemeinde
- Kulturtransport Passau e. V.
- kuwi netzwerk international e. V.
- l.i.f.e-Unitiative Passau (love is for everyone – bischwuhettransexuelle Gruppe)
- Leo Club Dreiflüssestadt Passau
- LHG – Liberale Hochschulgruppe
- Lokalkomitee Passau der internationalen Studentenorganisation AIESEC
- Lupe e. V.
- MSVP – Muslimische Studierendenvertretung Passau
- Model-United-Nations-Society (MUN-Society)
- muestra-Hochschulgruppe (Filmfestival)
- Nippon – Deutsch-Japanische Hochschulgruppe
- Ohrwaschlschinder
- onde e. V. – Deutsch-Italienische Studenteninitiative
- Passau Debating Union (Debattier-Club)
- Passau Ultimate Frisbee Freunde
- Passau Lacrosse
- Passau Panthers – Hochschulgruppe für Gaming und e-Sports
- Passau Pirates
- Passauer LateinAmerikagespräche (PLA)
- Passauer Lehramtsnetzwerk (PalehrerNet)
- Passauer Netzwerk der Geographiestudierenden
- Passauer Studentenchor – Chor der Studentengemeinden KSG und ESG
- Passauer Universitätsorchester
- Piraten-Hochschulgruppe
- Pro.Fil Projekt Filmpraxis
- Projekt Südostasien (PSOA)
- Regiothek
- Quidditch Passau – Three River Dragons
- Refugee Law Clinic
- Ring Christlich-Demokratischer Studenten (RCDS)
- ROCK YOUR LIFE! Passau e. V. (RYL)
- Rotaract Club Passau
- Russia Research Group (RRG)
- Schachboxen Passau
- Seebrücke Passau
- Sicherheitspolitischer Arbeitskreis
- SMD Passau
- sneep (Studentisches Netzwerk für Wirtschafts- und Unternehmensethik)
- Sozialistisch-Demokratischer Studierendenverband (SDS.Die Linke Passau)
- Spaetschicht.tv e. V.
- Stipendiat:innengruppe der Stiftung der Deutschen Wirtschaft
- Stipendiengruppe der Studienstiftung des deutschen Volkes
- Stipendiatengruppe Passau 02 (Konrad-Adenauer-Stiftung)
- Studentische Rechtsberatung der Universität Passau e. V.
- Symposium Passau e. V.
- Textperten
- Uni Big Band Passau
- UNICEF-Hochschulgruppe
- UP-Campus Magazin
- Wendepunkt

### Hochschulpolitik
Die Studierenden wählen in jedem Sommersemester ihre Studierendenvertretung, die aus zwei Senatoren, einem Studierendenparlament (23 Mitglieder) und den Fachschaftsvertretern besteht. Diese repräsentieren in den universitären Gremien die Position der Studierenden und organisieren diverse Veranstaltungen. Das Studierendenparlament wählt den AStA/Sprecher:innen-Rat und studentische Beauftragte für die inhaltliche Ressortarbeit.
Am 17. November 2009 wurde im Rahmen der bundesweiten Studierendenproteste, wie auch in anderen Städten, das Audimax von Studierenden besetzt.
Nach einer Abstimmung unter allen Studierenden im Juli 2012, wurde zum Sommersemester 2013 ein Semesterticket in Passau eingeführt. Dieses umfasst alle Stadtbuslinien in Passau und kostet 22,50 Euro pro Semester. Zum Wintersemester 2022/23 erhöhte sich der Betrag auf 24,50 €. Bis 2025 stieg der Beitrag auf 36,50 € an. Zusätzlich erhalten Studierende der Universität Passau das Deutschlandticket vergünstigt für einen Aufpreis von 32,33 Euro im Monat (mit dem Semesterbeitrag 38 Euro im Monat).

## Auslandsbeziehungen
Die Universität unterhält gegenwärtig mit 255 Universitäten und Hochschulen Auslandspartnerschaften. Darunter befinden sich: Autonome Universität Barcelona, Texas A&M University, Universidad de Chile, Universidad del Salvador, Universiteit Leiden, Universität Wien, Katholische Universität Portugal, Corvinus-Universität Budapest, Universität Stockholm, Universität Lund, Institut d’études politiques de Grenoble, Université Laval, Indian Institute of Technology Madras und Staatliche Universität für Management Moskau.
37 % der Studierenden gingen (Stand: 15. Oktober 2008) für mindestens ein Semester in eine Partneruniversität; damit belegte die Universität den 1. Platz in Deutschland. In den Folgejahren ist diese Zahl weiter angestiegen, da die internationalen Beziehungen ausgeweitet wurden. Auch nach Passau kommen sehr viele internationale Studierende. So hatten im Oktober 2015 985 Studierende einen ausländischen Pass. Im Sommersemester 2020 lag der Anteil der ausländischen Studierenden an der Universität Passau bei 13,26 % und entspricht 1.577 Studierenden aus dem Ausland (Stand: Sommersemester 2020).

## Professoren und Absolventen

### Professoren (Auswahl)
- Holger Altmeppen (* 1957), Professor für Bürgerliches Recht, Handels- und Wirtschaftsrecht
- Dieter Anhuf (* 1955), Professor für Physische Geographie
- Maurizio Bach (* 1953), Professor für Soziologie
- Dirk Heckmann (* 1960), Professor für Öffentliches Recht, Sicherheitsrecht und Internetrecht, Mitglied des Bayerischen Verfassungsgerichtshofs
- Ralf Hohlfeld (* 1966), Professor für Kommunikationswissenschaft
- Urs Kramer (* 1971), Lehrprofessur für Öffentliches Recht
- Jan Krämer (* 1980), Professor für Internet- und Telekommunikationswirtschaft
- Johann Graf Lambsdorff (* 1965), Professor für Wirtschaftstheorie
- Jutta Mägdefrau (* 1960), Professorin für Realschulpädagogik und -didaktik
- Joscha Prochno (* 1982), Professor für Funktionalanalysis
- Ursula Reutner (* 1975), Professorin für Romanische Sprach- und Kulturwissenschaft
- Oliver Stoll (* 1964), Professor für Alte Geschichte
- Dirk Totzek (* 1979), Professor für Marketing und Dienstleistungen

### Bekannte Emeriti
- Franz Auer, ordentlicher Professor für Alttestamentliche Exegese und hebräische Sprache[47]
- Werner Beulke (* 1945), Lehrstuhl für Strafrecht, Strafprozessrecht und Kriminologie
- Egon Boshof (* 1937), Lehrstuhl für Mittelalterliche Geschichte, ehemals Leiter des Instituts für Ostbairische Heimatforschung
- Johann Braun (1946–2023), Lehrstuhl für Zivilprozeßrecht, Bürgerliches Recht und Rechtsphilosophie
- Rolf Bühner (* 1944), Lehrstuhl für Organisation und Personalwesen
- Otto Knoch (1926–1993), Lehrstuhl für Biblische Einleitungswissenschaft und Biblische Kerygmatik
- Ferdinand O. Kopp (1932–1995), Lehrstuhl für Öffentliches Recht
- Ulrich Manthe (* 1947), Professor für Bürgerliches Recht und Römisches Recht
- Hans-Joachim Musielak (* 1933), Vizepräsident, Lehrstuhl für Bürgerliches Recht und Zivilprozessrecht
- Heinrich Oberreuter (* 1942), Lehrstuhl für Politikwissenschaft I
- Karl-Heinz Pollok (1929–2003), Gründungspräsident
- Herbert Schindler (1923–2007), Professor für Kunstgeschichte und christliche Archäologie
- Walter Schweitzer (* 1944), Präsident, Lehrstuhl für Statistik
- Otfried Seewald (* 1942), Professor für Staats- und Verwaltungsrecht, insbesondere Sozialrecht
- Rupert Vierlinger (1932–2019), Professor für Schulpädagogik
- Barbara Zehnpfennig (* 1956), Professorin für Politische Theorie und Ideengeschichte

### Absolventen (Auswahl)
- Anton Aschenbrenner (* 1962), Theologe und Autor
- Kai Boeckmann (* 1964), Diplomat
- Antje von Dewitz (* 1972), Unternehmerin
- Markus Ederer (* 1957), Staatssekretär a. D., Diplomat
- Arndt Geiwitz (* 1969), Wirtschaftsprüfer und Steuerberater
- Karolina Gernbauer (* 1962), Staatsrätin, Amtschefin der Bayerischen Staatskanzlei
- Eike Hallitzky (* 1959), ehemaliges Mitglied des Bayerischen Landtags, ehemaliger Landesvorsitzender von Bündnis 90/Die Grünen
- Werner Hechberger (* 1963), Historiker
- Rolf-Dieter Jungk (* 1961), Ministerialdirektor, Amtschef des Bayerischen Staatsministeriums für Wissenschaft und Kunst
- Christiane Kaufmann (* 1983), Künstlerin
- Katja Losch (* 1972), Journalistin und Fernsehmoderatorin
- Florian Post (* 1981), Mitglied des Deutschen Bundestags
- Andreas Prothmann (* 1960), Botschafter, Diplomat
- Bernd Römer (* 1968), Jurist, bekannt aus „Richter Alexander Hold“ und „Anwälte im Einsatz“
- Anna Elisabeth Rosmus (* 1960), Holocaust-Forscherin und Autorin
- Andreas Scheuer (* 1974), ehemaliges Mitglied des Deutschen Bundestags, Bundesminister a. D.
- Josef Schmid (* 1969), Mitglied des Bayerischen Landtags, Bürgermeister a. D.
- Martin Sebaldt (* 1961), Politikwissenschaftler
- Martin Selmayr (* 1970), Leiter der Vertretung der Europäischen Kommission beim Heiligen Stuhl
- Bernd Sibler (* 1971), Landrat, ehemaliges Mitglied des Bayerischen Landtags, Staatsminister a. D.
- Dennis Solomon (* 1966), Rechtswissenschaftler
- Inge Steiner (* 1970), Nachrichtensprecherin
- Susanne Wasum-Rainer (* 1956), Botschafterin a. D.
- Ralf Westhoff (* 1969), Filmregisseur
- Alexander von Witzleben (* 1963), Manager
- Juli Zeh (* 1974), Schriftstellerin
- Guido Zoeller (* 1962), Group Country Head Germany and Austria, Société Générale
- Annette Zurstraßen (1956–2006), Historikerin

Eine Aufzählung bekannter Absolventen mit eigenem Wikipedia-Eintrag findet sich in der Kategorie:Absolvent der Universität Passau.